# Rock in Rio/Line-ups

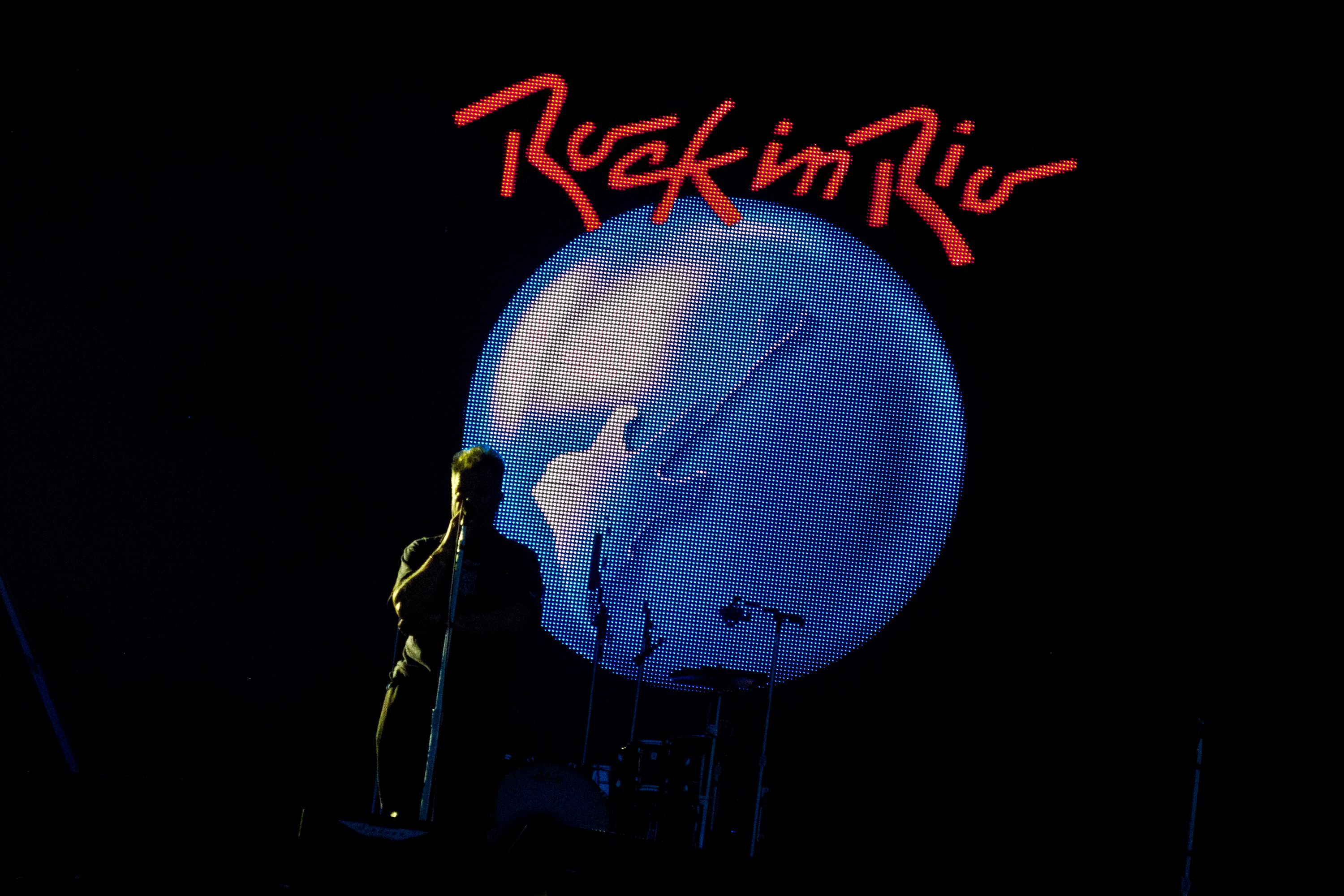
Logo von Rock in Rio 2012

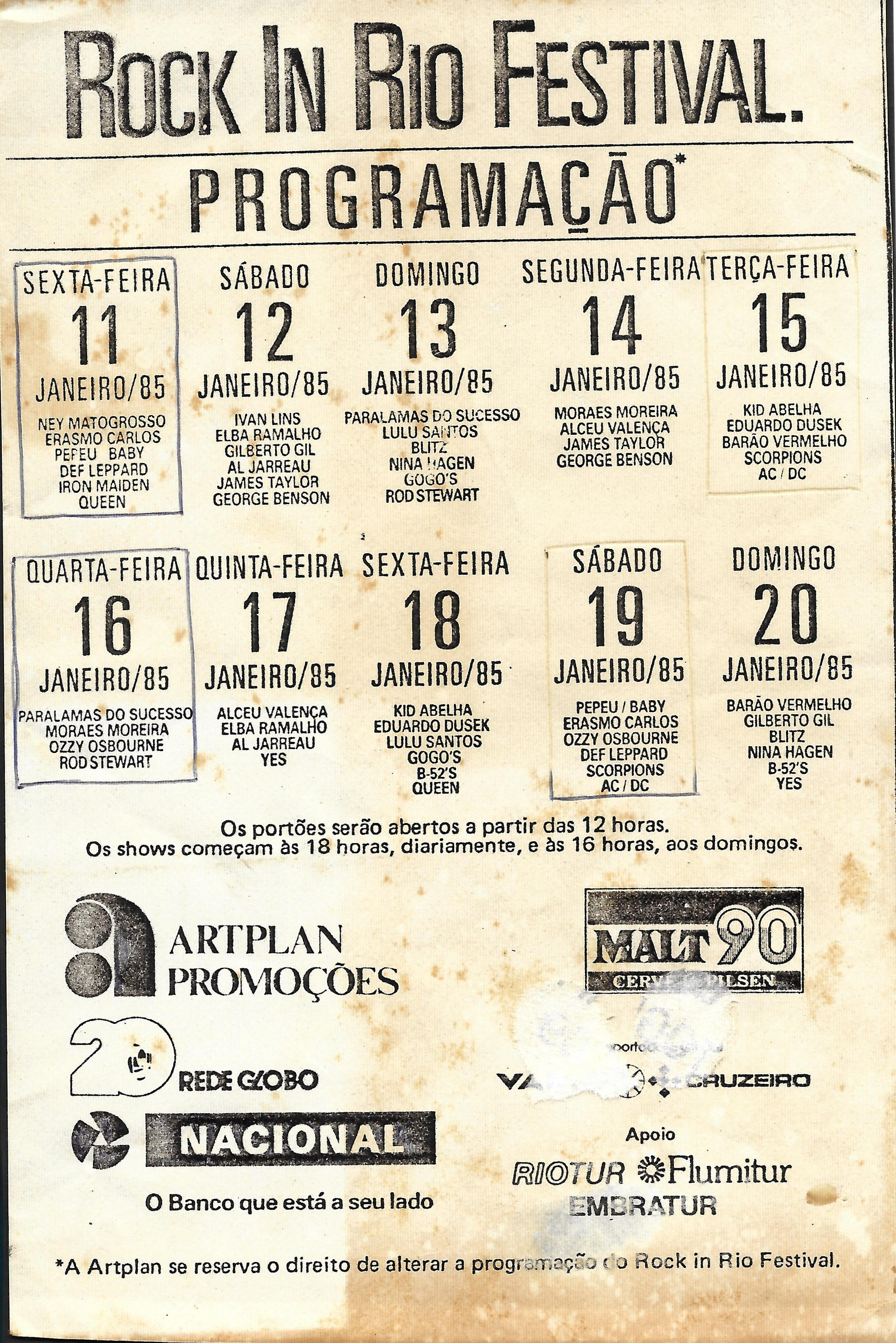
Line-up des ersten Rock in Rio

Diese Liste umfasst eine Aufzählung von Bands, die an den unterschiedlichen Ausgaben des Rock in Rio teilgenommen haben. Die Headliner sind fett markiert.

## Rio de Janeiro
| Ausgabe | Datum                           | Line-up |       |
| ------- | ------------------------------- | --- | ----- |
| I       | 11. – 20. Januar 1985           | AC/DC, Al Jarreau, Alceu Valença, Baby Consuelo e Pepeu Gomes, Barão Vermelho, B-52's (mit Chris Frantz und Tina Weymouth), Blitz, Eduardo Dusek, Elba Ramalho, Erasmo Carlos, George Benson, Gilberto Gil, Go-Go’s, Iron Maiden, Ivan Lins, James Taylor, Kid Abelha e os Abóboras Selvagens, Lulu Santos, Moraes Moreira, Ney Matogrosso, Nina Hagen, Os Paralamas do Sucesso, Ozzy Osbourne, Queen, Rita Lee, Rod Stewart, Scorpions, Whitesnake, Yes | [ 1 ] |
| II      | 18.–27. Januar 1991             | A-ha, Alceu Valença, Billy Idol, Capital Inicial, Carlos Santana, Colin Hay, Debbie Gibson, Deee-Lite, Ed Motta, Elba Ramalho, Engenheiros do Hawaii, Faith No More, George Michael, Guns N’ Roses, Hanoi Hanoi, Happy Mondays, Information Society, Inimigos do Rei, INXS, Jimmy Cliff, Joe Cocker, Judas Priest, Laura Finocchiaro, Léo Jaime, Lisa Stansfield, Lobão, Megadeth, Moraes Moreira e Pepeu Gomes, Nenhum de Nós, New Kids on the Block, Paulo Ricardo, Prince, Queensrÿche, Roupa Nova, Run-D.M.C., Sepultura, Serguei, Supla, Titãs, Vid & Sangue Azul | [ 2 ] |
| III     | 12.–21. Januar 2001             | 5ive, Aaron Carter, Beck, Barão Vermelho, Britney Spears, Capital Inicial, Carlinhos Brown, Cássia Eller, Daniela Mercury, Dave Matthews Band, Deftones, Diesel, Elba Ramalho & Zé Ramalho, Engenheiros do Hawaii, Fernanda Abreu, Foo Fighters, Gilberto Gil, Guns N’ Roses, Ira! & Ultraje a Rigor, Iron Maiden, James Taylor, Kid Abelha, Milton Nascimento, Moraes Moreira, Neil Young, *NSYNC, O Surto, Oasis, Orquestra Sinfônica Brasileira, Papa Roach, Pato Fu, Pavilhão 9, Queens of the Stone Age, R.E.M., Red Hot Chili Peppers, Rob Halford, Sandy & Junior, Sepultura, Sheik Tosado, Sheryl Crow, Silverchair, Sting |       |
| IV      | 23. September – 2. Oktober 2011 | Afrika Bambaataa, Amora Pêra (Sandra Pêra), Andreas Kisser, Angra, Arnaldo Antunes, The Asteroids Galaxy Tour, Baile do Simonal, Bebel Gilberto, BNegão, Buraka Som Sistema, Céu, Cibelle, Cidadão Instigado, Cidade Negra, Claudia Leitte, Coheed and Cambria, Coldplay, Curumin, David Fonseca, Detonautas Roque Clube, Diogo Nogueira, Ed Motta, Elton John, Emicida, Erasmo Carlos, Esperanza Spalding, Evanescence, Frejat, The Gift, Gloria, The Growlers, Guns N’ Roses, Ivete Sangalo, Jamiroquai, Janelle Monáe, João Donato, Jorge Drexler, Joss Stone, Jota Quest, Júpiter Maçã, Karina Buhr, Katy Perry, Kesha, Korzus, Legião Urbana with Brazilian Symphonic Orchestra, Lenny Kravitz, Macaco, Maná, Marcelo D2, Marcelo Camelo, Marcelo Jeneci, Marcelo Yuka, Maria Gadú, Mariana Aydar, Maroon 5, Martinho da Vila, Matanza, Metallica, Mike Patton (Mondo Cane), Milton Nascimento, Mixhell, Monobloco, The Monomes, Motörhead, Móveis Coloniais de Acaju, Nação Zumbi, Nalaya Brown, NX Zero, Orkestra Rumpilezz, Orquestra Sinfônica Brasileira, Orquestra Sinfônica de Heliópolis, Os Mutantes, Os Paralmos do Successo, Paula Lima, Pitty, Pepeu Gomes, The Punk Metal Allstars, Red Hot Chili Peppers, Rihanna, Rui Veloso, Sandra de Sá, Shakira, Skank, Slipknot, Snow Patrol, Stevie Wonder, Stone Sour, System of a Down, Les Tambours du Bronx, Tarja Turunen, Tiê, Titãs, Tom Zé, Tulipa Ruiz, Xutos & Pontapés, Zeca Baleiro | [ 3 ] |
| V       | 13.–22. September 2013          | Alice in Chains, Alicia Keys, Almah + Hibria, Anderson Noise, Andre Matos + Viper, Ask 2 Quit, Aurea + The Black Samba, Avenged Sevenfold, Ben Harper + Charlie Musselwhite, Beyoncé, BNegão + Autoramas, Capital Inicial, Bon Jovi, Boteco Electro, Brodinski, Bruce Springsteen, Cazuza – O Poeta Está Vivo, David Guetta, Destruction + Krisiun, Dexterz, DJ Harvey, DJ Marky, DJ Ride, DJ Vibe, DOP, Felguk, Ferris Flávio Renegado + Orelha Negra, Florence + the Machine, Flow & Zeo, Frejat, The Gaslamp Killer, Gesaffelstein, Ghost, The Gift + Afroreggae, Gogol Bordello + Lenine, Grace Potter and the Nocturnals + Donavon Frankenreiter, Guti, Helloween + Kai Hansen, Iron Maiden, Ivan Lins + George Benson, Ivete Sangalo, Ivo Meirelles + Fernanda Abreu + Elba Ramalho, Jessie J, John Mayer, Jota Quest, Justin Timberlake, Kiara Rocks, Kimbra + Olodum, Life is a Loop, Living Colour + Angélique Kidjo, Mallu Magalhães + Banda Ouro Negro, Loco Dicé, Maria Rita + Selah Sue, Marky Ramone + Michael Graves, Matchbox Twenty, Mau Mau, Maximum Hedrum, Metallica, Moraes Moreira + Pepeu Gomes + Roberta Sá, Muse, Nando Reis + Samuel Rosa, Nickelback, The Offspring, Orquestra Imperial + Lorenzo Jovanotti, Otto Knows, Paul Oakenfold, Paula Chulap, Phillip Phillips, Renato Ratier, República + Dr. Sin + Roy Z, Rodrigo Vieira, Rob Zombie, Sebastian Bach, Sepultura + Les Tambours du Bronx, Sepultura + Zé Ramalho, Skank, Slayer, Sweet Beats, Thirty Seconds to Mars, Triple Crown, Vintage Trouble + Jesuton, Viva a Raul Seixas – C/Detonautas Roque Clube, Zeca Baleiro & Zélia Ducan |       |
| VI      | 18.–27. September 2015          | 2 Attack (Paula Chalup + Mau Mau), A-ha, A Liga, Al Jarreau, Alice Caymmi + Eumir Deodato, Alok, AlunaGeorge, Amanda Chang, Anderson Noise + Mau Mau + Renato Cohen, Angélique Kidjo, Angra + Dee Snider + Doro Pesch, Aurea + Boss AC, Baby do Brasil, Barbara Tucker, Brothers of Brazil, Chemical Surf, Cidade Negra, Clássicos do Terror, Conti + Mandi, CPM 22, Crookers, De La Tierra, Deftones, Diego Miranda + Rodrigo Shà, DJ Meme, DJ Vibe + Rui Vargas, Dônica + Arthur Verocai, Elekfantz, Elton John, Ely Yabu, Erasmo Carlos + Ultraje a Rigor, Faith No More, Felguk, Flow & Zeo ft. Karina Zeviani, Gojira, Gui Boratto, Halestorm, Headhunterz, Hnqo, Hollywood Vampires, Ira! + Rappin' Hood and Tony Tornado, John Legend, Katy Perry, Kerri Chandler, Korn, Lamb of God, Leo Janeiro + Leozinho, Lenine + Nação Zumbi + Martin Fondse, Life Is a Loop, Lulu Santos, Magic!, Marcelo Cic, Mastodon, Matador, Matthias Tanzmann + Davide Squillace, Metallica, Ministry + Burton C. Bell, Moonspell + Derrick Green, Mötley Crüe, Nightwish + Tony Kakko, Noturnall + Michael Kiske, OneRepublic, Os Paralamas do Sucesso, Pig and Dan, Project46, Queen + Adam Lambert, Queens of the Stone Age, Rihanna, Rio 450 Anos, Rod Stewart, Royal Blood, Sam Smith, The Script, Seal, Sérgio Mendes + Carlinhos Brown, Sheppard, Slipknot, Steve Vai + Camerata Florianópolis, Suricato + Raul Midón, System of a Down, Tribute to Cássia Eller, Tribute to Lincoln Olivetti, Tribute to Raul Seixas, Tropkillaz, Vintage Culture, Volkoder |       |
| VII     | 15.–24. September 2017          | 5 Seconds of Summer, Aerosmith, Alfred et Bernard, Alice Caymmi, Alice Cooper, Alter Bridge, Alicia Keys, Andhim, Arthur Brown, Ba Cissoko, BaianaSystem, The Blessed Madonna, Charles Bradley & His Extraordinaires, Billy Idol, Blitz, Bomba Estéreo, Bon Jovi, Boogarins, Bruno Furlan, Bruno Martino, Capital Inical, Cat Dealers, CeeLo Green, Chemical Surf, Christian Figueiredo, Céu, Chic feat. Nile Rodgers, Davi Moraes, Def Leppard, Digitaldubs, Dinho Ouro Preto, DJ Marky & DJ Mau Mau, Doctor Pheabes & Supla, Ely Yabu, Elza Soares, Emicida, Ego Kill Talent, Erick Morillo, Evandro Mesquita & The Fabulous Tab, Fall Out Boy, Fatnotronic, Felipe Castanhari, Fergie, Flausino & Sideral Cantam Cazuza, Flow & Zeo, Fredy Massamba, Frejat, Gabriel Boni, The Gaslamp Killer, George Israel, Gop Tun DJs (Caio T & Nascii), Grandmaster Flash, Groove Delight, Guns N’ Roses, Hyldon, Iao, Illusionize, Incubus, Ivete Sangalo, IZA, Jamz, Johnny Hooker, Jota Quest, Justin Timberlake, Karol Conka, The Kills, Kisser Clan, L cio, Leo Janeiro, Luciano, Lucy Alves, Maestro Speaks, Manimal, Margareth Menezes, Maria Rita, Maroon 5, Mateus Aleluia, Maya Jane Coles, Melody Gardot, Memora, Midland, Miguel, Mr. Poladoful, Mumbaata, Ney Faustini, Nightmares on Wax, Nytron, O Grande Encontro, The Offspring, Paranoid London, Pet Shop Boys, The Pretty Reckless, Quabales, Rael, Red Hot Chili Peppers, Renato Ratier, Republica, Rob Garza, Robert Owens, Rock Street Band, Rodrigo Santos, Rodrigi Sha, Salve o Samba!, Scalene, Selvagem, Sepultura, SG Lewis, Shawn Mendes, The Silva’s, Skank, Sinara, Les Tambours de Brazza, Titãs, Titica, Tyler Bryant, Walk the Moon, Whindersson Nunes, Tears for Fears, Tessuto, Thirty Seconds to Mars, Tudo Pelos Ares, Tyrous Gnaoua, Vintage Culture, The Who, Zerb, Zz's (zeh Pretim & Zedoroque) | [ 4 ] |
| VIII    | 27. September–6. Oktober 2019   | 2Fab, Albuquerque, Abronia, Agir, Agona, Alesso, Alok, Anavitória e Saulo Anitta, Anthrax, Ashibah, Baco Exu do Blues, Barja, Batalha Do Slam, Bebe Rexha, Beowulf Bhaskar, Baile do Saddam, Billy Carter, BK’, BK-81, Black Eyed Peas, Blancah, Bon Jovi, Bootsy Collins, Breaking Beattz, Bruce Leroys, Bruno Be, Bruno Martini, Buchecha, Canto Vego, Capital Inicial, Capitão Fausto, Cardi B, Carolina Deslandes, Cat Dealers, Charlie Brown Jr, Charlie Puth, Chemical Surf, Chuck Billy, Cia Nós da Dança, Cidinho, Claptone, Claudinho Brasil, Claustrofobia, CPM 22, DakhaBrakha, Dashdot, Dave Matthews Band, Deia Cassali, Delacruz, Dennis Ferrer, Detonautas, Devochka, Diego Miranda, Dinho Ouro Preto, DJ Meme, DJ Marlboro, Doca, Drake Dubdogz, Dudu de Morro Agudo, Dughettu, Edi Rock, Ego Kill Talent, Eli Iwasa, Elza Soares, Emicida, Erika Martins, Evandro Mesquita & The Fabulous Tab, Evokings, Felguk, Fernanda Abreu, Flausino & Sideral Cantam Cazuza, Flow & Zeo, Foo Fighters, Fractall, Franscisco, el Hombre, Gabe, Gabz, Gareth Emery, Giulia Be, Gloria Groove, Goo Goo Dolls, Gui Boratto, Gustav Mota, H.E.R., Heavy Baile, Ibeyi, Illusionize, Imagine Dragons, Infected Mushroom, Iron Maiden, Ivete Sangalo, Jessica Ellen, Jessie J, JetLag, Jonathan Ferr, Jørd, Kamala, Kane Brown, Karol Conka, Kell Smith, King Crimson, Kisser Clan, Kolombo, Kvsh, Kura, L cio, Lellê & Blaya, Liu, Leo Janeiro, Lucas Hawkin, Ludmilla, Lulu Santos, Mahmundi, Make U Sweat, Malia, Mandragora, Mano Brown, Mari-Anna, The Martinez Brothers, Maz, MC Sapáo, Megadeth, Melim, Monsieur Periné, Morttagua, Move Over, Muse, Nepal, Nervo, Nervosa, Nic Fanciulli, Nickelback, Nile Rodgers & Chic, Nine Treasures, No Party For Cao Dong, Nós do Morro, Notórios, Novo Orchestra, Orquestra Maré do Amanhã, Os Paralamas do Sucesso, P-Tróleo, Panic! at the Disco, Pará Pop, Paulo Miklos, Pavilhao 9, Pink, Plutão Já Foi Planeta, Rael, Raimundos, Rara DJs, The Raven Age, Rincon Sapiéncia, Robin Schulz, Rock Street Band, Rocksted, Roda de Samba Festa da Raca, Rodrigo S, Roger Lyra, Roland Leesker, Rollando Stones, Scorpions, Scorsi, Santti, Seal, Sepultura, Setor Bronx, Shapeless, Sioux 66, Silva, Slayer, Tenacious D, Thiago Fragoso, Titas Convidam Ana Canas, Torture Squad, Tritony Violin Trio, Tropkillaz, Tuany Zanini, Van Breda, Vegas, Vini Vici, Vintage Culture, Voice In, Volkoder, Wadaiko Sho, Wadaiko Sho, Weezer, Whitesnake, Wrecked Machines, Xamã | [ 5 ] |
| IX      | 2.–11. September 2022           | Alok, Bastille, Billy Idol, Camila Cabello, Capital Inicial, Coldplay, CPM 22, Demi Lovato, Djavan, Dream Theater, Dua Lipa, Fall Out Boy, Gojira, Green Day, Guns N’ Roses, Iron Maiden, Ivete Sangalo, Iza, Jason Derulo, Jota Quest, Justin Bieber, Måneskin, Marshmello, Megan Thee Stallion, The Offspring, Post Malone, Rita Ora, Sepultura + Orquestra Sinfônica Brasileira |       |
| X       | 13.–22. September 2024          | 21 Savage, Akon, Alison Wonderland, Angélique Kidjo, Avenged Sevenfold, Barão Vermelho, Belo, Charlie Puth, Christone “Kingfish” Ingram, Cyndi Lauper, Deadmau5, Deep Purple, Dennis, DJ Snake, Ed Sheeran, Evanescence, Forever Bossa Nova (Bossacucanova feat Cris Delanno, Leila Pinheiro, Roberto Menescal, Wanda Sá), Forever Classical Music (Nathan Amaral, Orquestra Sinfônica Brasileira Jovem), Forever Country (Chitãozinho & Xororó, Orquestra Heliópolis, Ana Castela, Junior, Luan Santana, Simone Mendes), Forever Electronic (Mochakk, Beltran x Classmatic, Eli Iwasa x Ratier, Maz x Antdot), Forever Favela Dance (Bucheca, Cidinho e Doca, Funk Orchestra, MC Carol, MC Kevin O Chris, Tati Quebra Barraco), Forever Funk (Livinho, MC Don Juan, MC Dricka, MC Hariel, MC IG, MC PH), Forever Jazz (Antonio Adolfo, Joabe Reis, Jonathan Ferr, Leo Gandelman), Forever MPB (BaianaSystem, Carlinhos Brown, Daniela Mercury, Majur, Margareth Menezes, Ney Matogrosso), Forever Pop (Duda Beat, Gloria Groove, Jão, Ludmilla, Luísa Sonza, Lulu Santos), Forever Rock (Capital Inicial, Detonautas, NX Zero, Pitty, Rogério Flausino, Toni Garrido), Forever Samba (Zeca Pagodinho, Alcione, Diogo Nogueira, Jorge Aragão, Maria Rita, Xande de Pilares), Forever Rap (Criolo, Djonga, Karol Conká, Marcelo D2, Rael), Forever Soul (Banda Black Rio, Claudio Zoli, Hyldon), Forever Trap (Cabelinho, Filipe Ret, Kayblack, Matuê, Orochi, Ryan SP, Veigh), Funk Orchestra (invites MC Daniel, Rebecca and MC Soffia), Gloria Gaynor, Gloria Groove, Imagine Dragons, Incubus, Ivete Sangalo, Iza, James, Jão, Joss Stone, Journey, Karol G, Katy Perry, Luisa Sonza, Lulu Santos, Ludmilla, Mariah Carey, Matuê feat. Wiu & Teto, MC Cabelinho & Coral das Favelas, Ne-Yo, NX Zero, OneRepublic, Orochi + Chefin + Guest, Os Paralamas do Sucesso, Pato Fu + Penélope, Planet Hemp invites Pitty, Pocah, Shawn Mendes,Travis Scott, Tyla, Veigh and Kayblack, Xande de Pilares, Zara Larsson | [ 6 ] |

## Rock in Rio Lisboa
| Ausgabe | Datum                  | Line-up |       |
| ------- | ---------------------- | --- | ----- |
| I       | 28. Mai – 6. Juni 2004 | Alejandro Sanz, Alicia Keys, Ben Harper, The Black Eyed Peas, Britney Spears, Charlie Brown Jr, Daniela Mercury, Evanescence, Foo Fighters, Gilberto Gil, Incubus, Ivete Sangalo, Jet, João Pedro Pais, Kings of Leon, Luís Represas, Metallica, Moonspell, Nuno Norte, Paul McCartney, Pedro Abrunhosa, Peter Gabriel, Rui Veloso, Seether, Sepultura, Slipknot, Sting, Sugababes, Xutos & Pontapés |       |
| II      | 26. Mai–4. Juni 2006   | Anastacia, Corinne Bailey Rae, D’ZRT, Da Weasel, The Darkness, Guns N’ Roses, Ivete Sangalo, Jamiroquai, Jota Quest, Kasabian, Marcelo D2, Orishas, Pitty, Red Hot Chili Peppers, Roger Waters, Santana, Shakira, Sting, Xutos e Pontapés |       |
| III     | 30. Mai–6. Juni 2008   | 4 Taste, Alanis Morissette, Alejandro Sanz, Amy Winehouse, Apocalyptica, Bon Jovi, Docemania, Ivete Sangalo, Joss Stone, Just Girls, Kaiser Chiefs, Lenny Kravitz, Linkin Park, Machine Head, Metallica, Moonspell, Muse, The Offspring, Orishas, Paulo Gonzo, Rod Stewart, Skank, Tokio Hotel, Xutos & Pontapés |       |
| IV      | 21.–30. Mai            | 2 Many DJs, Amy Macdonald, D’ZRT, Elton John, Fonzie, Ivete Sangalo, John Mayer, João Pedro Pais, Leona Lewis, Mariza, Megadeth, Miley Cyrus, Motörhead, Muse, Rammstein, Shakira, Snow Patrol, Soulfly, Trovante, Xutos & Pontapés |       |
| V       | 25. Mai–3. Juni        | Amor Electro & Moska, Ana Free + The Monomes, Azari & III, Bis Boys Please, Black Mamba & Tiago Bettencourt, Boss Ac & Zé Ricardo + Paula Lima, Bruce Springsteen & The E Street Band, Bryan Adams, Carminho + Convidado, Chase and Status, David Fonseca + Convidado, The Discotexas Band, DJ Dixon, DJ Harvey, DJ Poppy, DJ Set & Rage, DJ Vibe, Dop Live, Dr. Lecrtroluc, Dyed Soundorom, Expensive Soul, Evanescence, Ivete Sangalo, James, Jamie Jones, JohnWaynes Live DJ, José Belo + Zé Salvador, Joss Stone, Kaiser Chiefs, Kings of Swingers (Renato Rathier + Mau Mau), Kreator + Andreas Kisser, Lenny Kravitz, Leo Janeiro, Life Is a Loop, Limp Bizkit, Linkin Park, Luis Represas & Joao Gil & Jorge Palma, Maceo Plex, Mafalda Veiga & Marcelo Jeneci, Magazino, The Magician, Mão Morta + Pedro Laginha, Maroon 5, The Martinez Brothers, Masters at Work (Louie Vega + Kenny Dope Gonzales), Mastodon, MC Johnny Def, Metallica, Miguel Rendeiro, Mirror People (Rui Maia/X Wife), The Offspring, Orelha Negra + Hyldon + Kassin, Pedro Quintão, Punks Jump Up, Ramp + Teratron, Rita Redshoes & Moreno Veloso, Rui Veloso + Erasmo Carlos, Sepultura, The Smashing Pumpkins, Stereo Addiction, Stevie Wonder, Tambours du Bronx, Tha Lovely Bastards (Mad Mac and Nuno Lopes), Xutos & Pontapés, Xutos & Titãs |       |
| VI      | 25. Mai–1. Juni        | Arcade Fire, Boss AC & Aurea, Capital Inicial, Ed Sheeran, Gary Clark junior, Ivete Sangalo, Jessie J, João Pedro Pais & Jorge Palma, Justin Timberlake, Kika, Linkin Park, Lorde, Mac Miller Paloma Faith, Queens of the Stone Age, Robbie Williams, The Rolling Stones, Rui Veloso with Lenine & Angélique Kidjo, Steve Aoki, Tribute to António Variações, Xutos & Pontapés |       |
| VII     | 19.–29. Mai 2016       | Avici, Bruce Springsteen, Charlie Puth, D.A.M.A. + Gabriel, o Pensador, Fergie, Ivete Sangalo, Maroon 5, Mika, Hollywood Vampires, Korn (Band) Rock in Rio – O Musical, Queen + Adam Lambert, Rival Sons, Stereophonics, Xutos & Pontapés |       |
| VIII    | 23.–30. Juni 2018      | Agir, Anitta, Bastille, Bruno Mars, The Chemical Brothers, Demi Lovato, Diogo Piçarra, Hailee Steinfeld, Haim (Band), James, Jesse J, Katy Perry, The Killers, Muse, Xutos & Pontapés |       |
| IX      | 23.–30. Juni 2022      | a-ha, Anitta, Barbara Tinoco, The Black Eyed Peas, The Black Mamba, Bush, David Carreira, Delfins, Duran Duran, Ellie Goulding, HMB, Ivete Sangalo, IZA, Jason Derulo, Liam Gallagher, Linda Martin, Matogrosso, Moullinex & Xinobi, Mundo Segundo & Sam The Kid, Muse, The National, Post Malone, Rebecca, UB40 feat. Ali Campbell, Xutos & Pontapés | [ 7 ] |
| X       | 15.–23. Juni 2024      | Aitana, Calum Scott, Camila Cabello, Capitao Fausto, Carolina Deslandes, Doja Cat, Ed Sheeran, Europe, Evanescence, Extreme, Fernando Daniel, Hybrid Theory, Ivete Sangalo, Jake Bugg, James, Jão, Jonas Brothers, Lauren Spencer Smith, The Legendary Tigerman, Living Colour, Macklemore, Ne-Yo, Ornatos Violeta, Profjam, Rival Sons, Scorpions, Xutos & Pontapés | [ 8 ] |

## Rock in Rio Madrid
| Ausgabe | Datum                   | Line-up |  |
| ------- | ----------------------- | --- |  |
| I       | 27. Juni – 6. Juli 2008 | Alanis Morissette, Alejandro Sanz, Amy Winehouse, Carlinhos Brown, Chris Cornell, El Canto del Loco, Estopa, Franz Ferdinand, Ivete Sangalo, Jack Johnson, Jamiroquai, Lenny Kravitz, Mando Diao, Manolo García, Neil Young, The Police, Shakira, Stereophonics, Tiësto, Tokio Hotel |  |
| II      | 4. Juni–14. Juni 2010   | Amy Macdonald, Bon Jovi, Calle 13, Cypress Hill, David Guetta, Jane’s Addiction, Mägo de Oz, Marillion, McFly, Metallica, Miley Cyrus, Motörhead, Paul van Dyk, Rage Against the Machine, Rihanna, Shakira, Sôber, Tiësto                                                            |  |
| III     | 30. Juni–7. Juli 2012   | Afrojack, Calvin Harris, David Guetta, Deadmau5, Erick Morillo, Gogol Bordello, Incubus, Lenny Kravitz, Luciano, Macaco, Maná, Martin Solveig, Pete Tong, Pitbull, Red Hot Chili Peppers, Swedish House Mafia, Wally Lopez                                                           |  |

## Rock in Rio USA (2024)
| Ausgabe | Datum           | Line-up |  |
| ------- | --------------- | --- |  |
| I       | 8.–16. Mai 2024 | Alok, AN21, Behrouz, Big Sean, Bruno Mars, Caked Up, Charli XCX, Cirque du Soleil, Coheed and Cambria, Deftones, DJ Vibe, Echosmith, Ed Sheeran, Empire of the Sun, Felguk, Foster the People, Ftampa, Gary Clark junior, The Gaslamp Killer, Heidi Lawden, Hollywood Undead, Ivete Sangalo, James Bay, Jeniluv, Jessie J, John Legend, Joss Stone, Linkin Park, Lovefingers, Magic!, Maná, Mayer Hawthorne, Metallica, Mikky Ekko, MVHT, No Doubt, Of Mice & Men, The Pretty Reckless, Renato Ratier, Rise Against, Saints of Valory, Sepultura feat. Steve Vai, Smallpools, Taylor Swift, Theophilus London, Tove Lo, Valida, Wax Motif, Whitney Fierce |  |